# Лупе Фиаско
Васа́лу Муха́ммед Дже́йко (англ. Wasalu Muhammad Jaco; род. 16 февраля 1982, Чикаго, Иллинойс), известный под псевдонимом Лу́пе Фиа́ско (англ. Lupe Fiasco) — американский рэп-исполнитель. На 50-й церемонии «Грэмми» получил награду за песню «Daydreamin'», исполненную совместно с Джилл Скотт, в номинации «Лучшее урбан/альтернативное исполнение». Стал известен в 2006 году благодаря дебютному альбому Lupe Fiasco’s Food & Liquor, который был одобрен критиками.
Известный рэп-исполнитель Jay-Z описал его как «дуновение свежего воздуха» в современном хип-хопе, который своей направленностью на широкую публику и гламуром сильно отличается от сосредоточенного на лирике хип-хопа 90-х.

## Жизнь и карьера
Лупе родился и вырос на западном побережье Чикаго в семье африканского барабанщика, который также был инженером, преподавателем и владельцем школы карате. Мать Лупе была поваром. В семье кроме него было ещё 8 детей.
Лупе постоянно очень много проводил времени с папой, который решил отвести его на занятия по карате, и таким образом попал на татами. Тренировки принесли Лупе чёрный пояс, но он решил на этом остановится. Причину этого решения от объяснял так:
«Я не любил состязания. Бывало, заряжал сопернику кулаком по лицу, только бы меня поскорее дисквалифицировали».
Лупе Фиаско начал читать рэп, когда он был в 8 классе средней школы Thornton Township в городе Харви. Но тексты его самых первых рэп-композиций были наполнены нецензурными выражениями и упоминаниями интимных мест человека, которые были услышаны в записях группы N.W.A., что были у отца. Но после того, как Лупе в 14 лет услышал альбом Nas «It Was Written», он начал заниматься лиричным рэпом, а не гэнгста-рэпом.
Повзрослев, Лупе взял себе псевдоним «Lu», взяв окончание его настоящего имени. Позднее он продлил свой псевдоним «Lu» до «Lupe». Это продление он заимствовал у своего друга из средней школы. «Fiasco», по словам самого Wasalu, появилось из альбома группы the Firm (в которой участвовал Nas). В этом альбоме есть песня «Firm Fiasco». Jaco очень нравилась эта песня.
Когда Fiasco было 19, он уже участвовал в группе под названием Da Pak. Эта группа подписала контракт с Epic Records и выпустила на этом лейбле один сингл до раскола группы. Позже Лупе самостоятельно подписал контракт c Arista Records, но он был разорван в связи с увольнением президента и главного администратора L. A. Reid.
В это же самое время он принимал участие в синглах Tha' Rayne «Kiss Me» и «Didn’t You Know», а также K Fox 2004 «This Life.» Ещё Лупе выпустил песню «Coulda Been», которая была на 10/03 компиляции MTV’s Advance Warning. Он начинает выпускать огромное количество микстейпов, у Lupe появляются первые фанаты в Интернете. После того, как Arista прекратила деятельность, рэп-исполнитель Jay-Z предложил Lupe Fiasco подписать контракт с Roc-A-Fella records, но Лупе отказался, так как он уже основал свой собственный звукозаписывающий лейбл.
В 2004 Arista прекратила деятельность и Лупе подписал контракт с Atlantic Records. В начале 2006-го года Lu вместе со своим другом и хайпмэном Dusean «Bishop G» Dunbar запустили FNF Radio, программу на радиостанции WIIT, которая принадлежит Illinois Institute of Technology.

### 2005 — 2006
Лупе получил большую поддержку в андеграунде после выпуска ряда микстейпов, которые были хорошо встречены критиками. Самые выдающиеся из этих микстейпов: «Fahrenheit 1/15 Part I: The Truth Is Among Us», «Fahrenheit 1/15 Part II: Revenge of the Nerds» и «Fahrenheit 1/15 Part III: A Rhyming Ape». В 2005-м Lupe участвовал в записи двух песен на сольном микстейпе Майка Шиноды, название которого Fort Minor: We Major. В это время рэпер и бизнесмен Jay-Z услышал рэп Лупе Фиаско и помог ему в записи материала, который впоследствии вошёл в дебютный альбом «Food & Liquor».
В 2005-м Lupe Fiasco принял участие в песне Канье Уэста «Touch The Sky», которая вошла в альбом последнего «Late Registration». Вскоре после этого Lu выпускает свой первый сингл «Kick, Push», содержащий одноимённую песню, текст которой был в основном о скейтбординге. Популярность Лупе Фиаско начала постепенно увеличиваться и в это время он распространяет новость о планирующемся выпуске альбома «Food & Liquor». Альбом был официально выпущен 19 сентября 2006. Вместе с самим Лупе над альбомом работали известные музыканты и битмейкеры, такие как Jay-Z, Канье Уэст, Майк Шинода, The Neptunes и многие другие. Синглами к этому альбому были песни «Kick, Push», «I Gotcha» и «Daydreamin'» совместно с Jill Scott. В своём альбоме Lupe «мастерски соединяет его бесподобную способность рассказывать истории с его особенной страстью к скейтбордингу, фантазиями и язвительными комментариями к происходящему в обществе и политике». Этот альбом, восхвалённый критиками, получил три номинации на премию Грэмми, одна из которых — «Лучший альбом в стиле рэп». В том же самом году Лупе Фиаско был утверждён журналом GQ как «Breakout Man of the Year.» Также в этом году у Lupe была небольшая ссора с скейтбордистом Terry Kennedy.

## Дискография
- Lupe Fiasco's Food & Liquor (2006)
- Lupe Fiasco's The Cool (2007)
- Lasers (2011)
- Lupe Fiasco's Food & Liquor II: The Great American Rap Album Pt. 1 (2012)
- Tetsuo & Youth (2015)